# Tô nem aí
Tô nem aí è il singolo di debutto della cantante brasiliana Luka, pubblicato in Brasile nel 2003 e in Europa il 12 luglio 2004 dall'etichetta discografica Sony Music.

## Descrizione
Il singolo ha riscosso un discreto successo nell'estate del 2004, rivelandosi, insieme al brano Você me apareceu dei Kaleidoscópio, uno dei tormentoni esotici brasiliani di quella stagione. La canzone, scritta da Luka, Latino, Lara Tausz e Alessandro Tausz, era contenuta nell'album di esordio della cantante, Porta aberta.

## Video musicale
Un videoclip musicale è stato realizzato per accompagnare la canzone, con la regia di Eduardo Aguillar. Il video presenta la cantante Luka mentre interpreta il brano camminando lungo una spiaggia in compagnia del partner, impersonato dall'attore Mário Frias, presente in diverse sequenze.
Altre scene mostrano la protagonista all'interno di un appartamento, intenta a disegnare e a preparare i bagagli prima di partire in automobile. Il videoclip si conclude con l’arrivo del fidanzato nell’appartamento ormai vuoto: osserva il disegno lasciato dalla protagonista, sorride e si allontana.

## Tracce
CD maxi single (Ritter 82876634772) (BMG)
1. Tô nem aí (Radio Version) – 2:21
2. Tô nem aí (Delication Radio Edit) – 2:34
3. Tô nem aí (Shaved Legs Radio Edit) – 2:42
4. Tô nem aí (Delication Club Mix) – 6:04
5. Tô nem aí (Shaved Legs Club Mix) – 5:17

## Classifiche
| Classifica (2004) | Posizione massima |
| ----------------- | ----------------- |
| Austria           | 46                |
| Germania          | 76                |
| Italia            | 29                |
| Paesi Bassi       | 61                |
| Spagna            | 18                |
| Svizzera          | 57                |